# Clinton (Illinois)
Pour les articles homonymes, voir Clinton.
La ville de Clinton est le siège du comté de DeWitt, dans l'Illinois, aux États-Unis.

## Histoire
La localité doit son nom à DeWitt Clinton, homme politique américain, ancien maire de New York et ancien gouverneur de l’État de New York.